# .dk
.dk е интернет домейн от първо ниво за Дания. Администрира се от DK Hostmaster. Представен е през 1987 г.